# Johannes Wennecker
Johannes Wennecker, também Johannes Wennecker der Ältere (falecido a 1469), foi um prelado católico romano que serviu como bispo auxiliar de Münster de 1454 a 1469.
Foi ordenado sacerdote na Ordem de Santo Agostinho. Em 1454, foi nomeado durante o papado de Nicolau V como Bispo Auxiliar de Münster e Bispo Titular de Larissa, na Síria. Serviu como Bispo Auxiliar de Münster até à sua morte em 1469.